# Kanelbekard
Kanelbekard (Pachyramphus cinnamomeus) är en fågel i familjen tityror inom ordningen tättingar.

## Utseende
Kanelbekarden är en medelstor rostfärgad fågel. Hanen och honan är lika. Den är slankare och mindre än honan av rosastrupig bekard, med ljust ögonbrynsstreck och avsmalnande stjärtpennor.

## Utbredning och systematik
Kanelbekarden har ett stort utbredningsområde från södra Mexiko genom Centralamerika till Ecuador. Den delas in i fyra underarter med följande utbredning:
- Pachyramphus cinnamomeus badius – förekommer i västra Venezuela (södra Táchira)
- Pachyramphus cinnamomeus cinnamomeus – förekommer från tropiska östra Panama till Colombia och Ecuador (i söder till El Oro)
- Pachyramphus cinnamomeus fulvidior – förekommer från sydöstra Mexiko (Oaxaca och Chiapas) till västligaste Panama
- Pachyramphus cinnamomeus magdalenae – förekommer från norra Colombia till nordvästra Venezuela (Maracaibodalgången)

## Levnadssätt
Kanelbekarden hittas i fuktiga topiska låglänta områdem, i skogsbryn och gläntor i städsegrön skog. Den ses vanligen enstaka eller i par i de mellersta och övre skikten, ofta i rätt oppna träd. Som andra bekarder sitter den rätt upprätt och lyfter sitt huvud framåt för att kika omkring.

## Status och hot

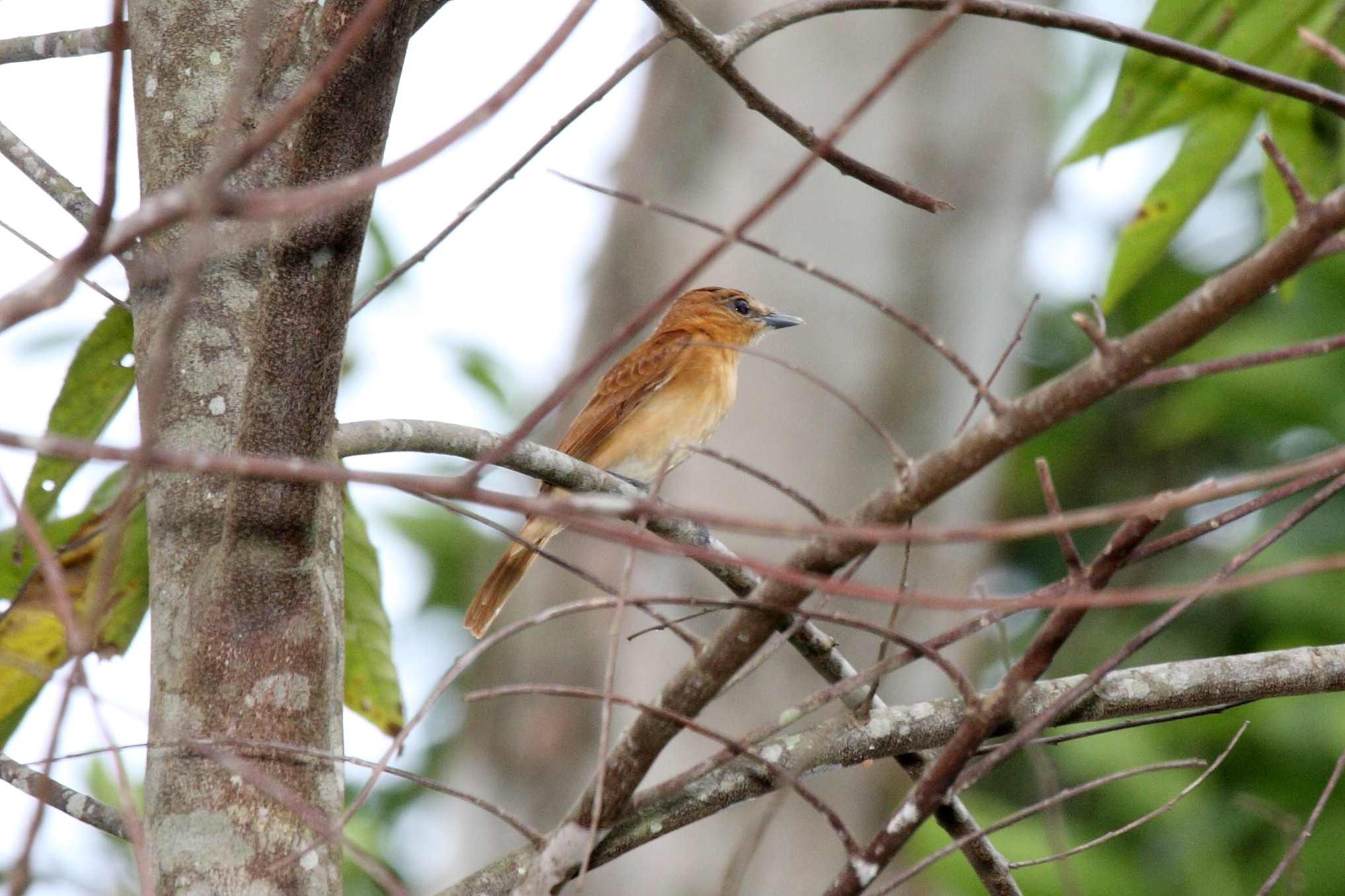
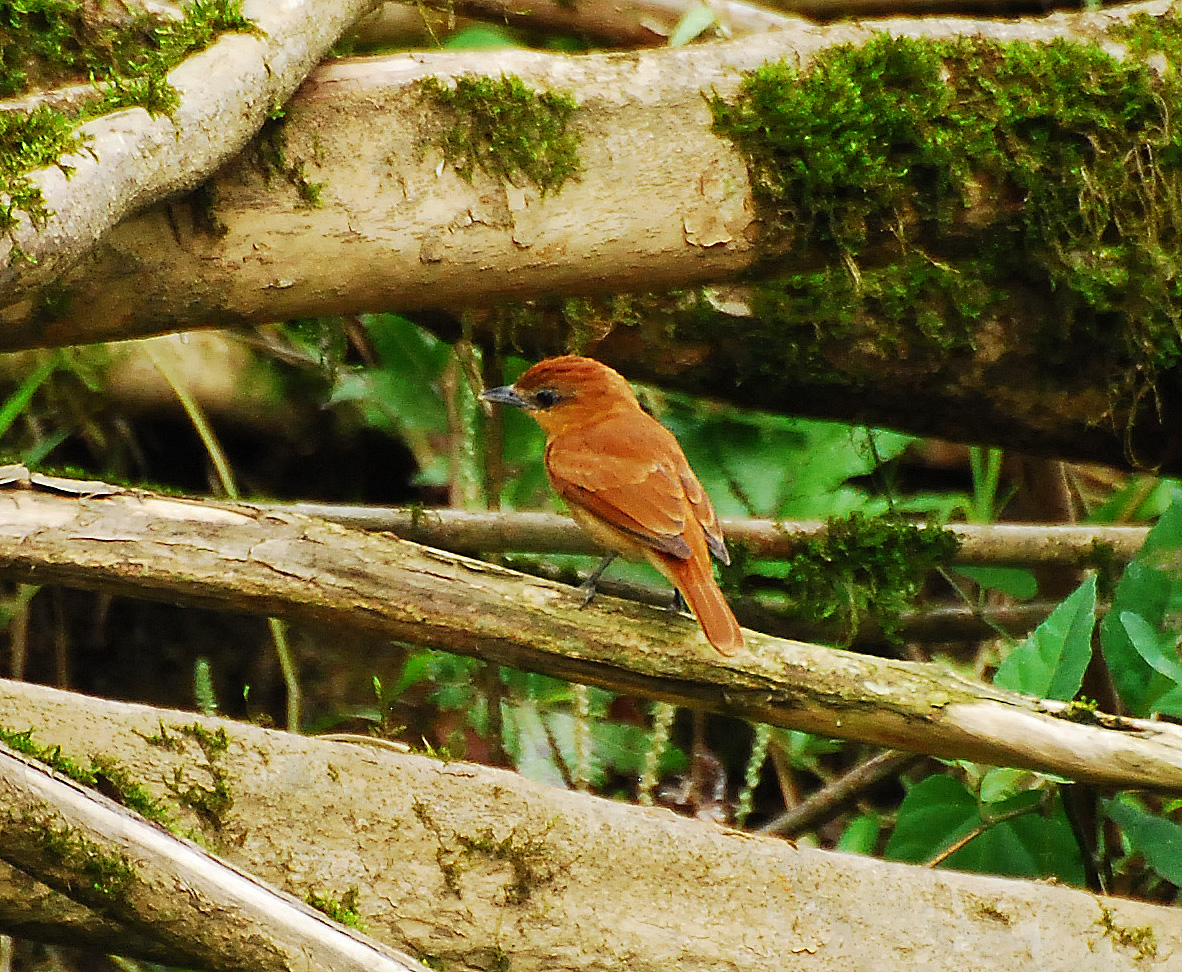

Arten har ett stort utbredningsområde, men tros minska i antal, dock inte tillräckligt kraftigt för att den ska betraktas som hotad. Internationella naturvårdsunionen IUCN listar arten som livskraftig (LC). Beståndet uppskattas till i storleksordningen 50 000 till en halv miljon vuxna individer.